# Peter Debye
Peter Debye, punim imenom Peter Joseph William Debye (niz. Petrus Josephus Wilhelmus Debije, Maastricht, 24. ožujka 1884. – Ithaca (New York), 2. studenog 1966.), nizozemsko-američki fizičar i fizikalni kemičar. Profesor sveučilišta u Nizozemskoj, Švicarskoj i Njemačkoj, direktor Instituta Kaiser Wilhelm u Berlinu. Godine 1940. otišao u SAD, gdje je na Sveučilištu Cornell ostao profesorom do umirovljenja (1950.). Razvio teoriju o polarizirajućem djelovanju električnog polja na molekule i istraživao njihove dipolne momente, čime je unaprijedio spoznaje o međuatomskim udaljenostima i strukturi molekula. Proširio Einsteinovo objašnjenje toplinske provodnosti čvrstoga tijela na niske temperature (Einstein-Debyeva teorija toplinske provodnosti čvrstoga tijela, 1912.). Utemeljio metodu istraživanja kristalne strukture praškastih uzoraka ogibom rendgenskih zraka (Debye-Scherrerova metoda, 1916.). S Erichom Hückelom postavio teoriju (Debye-Hückelova teorija, 1923.) o električnoj vodljivosti i termodinamičkoj ravnoteži razrijeđenih otopina jakih elektrolita, čime je proširio Arrheniusovu teoriju disocijacije soli u otopini na pozitivne i negativne ione. Pritom je pretpostavio da su pojedini ioni okruženi oblakom iona suprotnoga naboja, a otklon od idealnih otopina objasnio je djelovanjem međuionskih privlačnih i odbojnih sila. Godine 1936. dobio Nobelovu nagradu za kemiju.

## Životopis

### Rani život
Rođen je kao Petrus Josephus Wilhelmus Debije u Maastrichtu, Nizozemska. Školovao se na Sveučilištu u Aachenu. Studirao je matematiku i klasičnu fiziku, i 1905. je dobio zvanje inženjera elektrotehnike. 1907. je objavio svoj prvi rad, matematičko rješenje problema koji ukljućuje vrtložne struje.
1906. je dobio posao kao asistent na Sveučilištu u Münchenu, gdje je postao i doktor znanosti 1908., radeći na tlaku elektromagnetskog zračenja. 1910. je izveo jednadžbu za Planckov zakon, za koju je i sam Max Planck potvrdio da je jednostavniji izvod nego njegov. 
Kada je 1911. Albert Einstein postao profesor na Sveučilištu u Pragu, tada je Debye preuzeo njegovo staro mjesto profesora na Sveučilištu u Zürichu. Nakon toga radio je na sveučilištima u Utrechtu 1912., Göttingenu 1913., Zürichu 1920., Leipzigu 1927. i Berlinu 1934., gdje je opet nasljedio Einsteina. Od 1937. do 1939. godine bio je predsjednik Njemačkog udruženja fizičara. 
1913. se Debye oženio s Mathilde Alberer, s kojom je imao sina Petera P. Debye (rođen 1916.) i kćer Mathilde Maria (rođena 1921.). Njegov sin je postao isto fizičar, pa su radili i povremeno zajedno.

### Znanstveni doprinos
Njegov prvi znanstveni doprinos bio je primjena ideje o dipolnom momentu (raspodjela pozitivnog i negativnog električnog naboja u električnim sustavima), kod električnog naboja nesimetričnih molekula (na primjer voda). 1912. je razvio jednadžbe za odnos momenta dipola u ovisnosti o temperature i dielektričnoj konstanti. Zbog te zasluge, mjerna jedinica momenta dipola debye je nazvana u njegovu čast. Osim toga, 1912. je proširio Einsteinovu teoriju o toplinskom kapacitetu, za niže temperature, dodavši utjecaj niskofrekventnih fonona. 
1913. je proširio teoriju Nielsa Bohra o atomskoj strukturi, uvodeći eliptičnu orbitu. 1915. Debye je izračunao utjecaj temperature na rendgensku difrakciju za ispitivanje kristala (Debye-Waller faktor). 1923. je poboljšao teoriju Svantea Augusta Arrheniusa o električnoj provodljivosti u otopini elektrolita (Debyeva duljina). 1923. Debye je razvio teoriju za objašnjenje Comptonovog učinka, kada dolazi do pomaka rendgenskih zraka u djelovanju s elektronima.

#### Einstein-Debyeova teorija toplinske provodnosti čvrstoga tijela
Einstein-Debyeova teorija toplinske provodnosti čvrstoga tijela je objašnjenje odstupanja toplinske provodnosti od Dulong-Petitova zakona i temperaturne ovisnosti na niskim temperaturama s pomoću titranja atoma u atomskoj rešetki (fononski model). Uvođenjem karakteristične Debyjeve temperature Θ dobivena je ista vrijednost toplinske provodnosti jednostavnih čvrstih tvari po molu za iste iznose T/Θ, gdje je T termodinamička temperatura. U metalima, zbog pobuđivanja elektrona u viša stanja, toplinska provodnost ima dodatni (na niskim temperaturama linearni) član. U klasičnoj statističkoj fizici toplinska provodnost nekog čvrstog tijela konstantna je. Međutim, pri niskim temperaturama toplinska se provodnost smanjuje zbog kvantnih učinaka. U blizini apsolutne nule temperature toplinska je provodnost razmjerna s kubusom temperature T³ i kod same nule iščezava.

### Kasniji rad
Od 1934. do 1939. godine bio je profesor na prestižnom Humboldtovom sveučilištu u Berlinu. 1939. je otputovao u Sjedinjene Američke Države, gdje je radio kao profesor na Sveučilištu u Cornellu, New York. 1946. postaje američki državljanin. Tu je radio na tehnici rasipanja svjetlosti za određivanje relativne molekularne mase molekula polimera. Započeo je proučavati sintetičke gume, a kasnije je nastavio rad s bjelančevinama i makromolekulama. 
1966. je umro od srčanog udara. .